# Episodi di The Fall - Caccia al serial killer (prima stagione)
La prima stagione della serie televisiva The Fall - Caccia al serial killer è stata trasmessa in prima visione nel Regno Unito su BBC Two e in Irlanda su RTÉ One. Dal 28 maggio 2013 la serie è stata anche resa disponibile in contemporanea mondiale su Netflix.
In Italia la stagione è andata in onda sul canale satellitare Sky Atlantic dal 3 al 24 dicembre 2014. In chiaro verrà trasmessa dal 20 maggio 2018 su Rai 4.
| nº | Titolo originale    | Titolo italiano     | Prima TV UK    | Prima TV Italia  |
| -- | ------------------- | ------------------- | -------------- | ---------------- |
| 1  | Dark Descent        | Discesa mortale     | 12 maggio 2013 | 3 dicembre 2014  |
| 2  | Darkness Visible    | Nelle tenebre       | 19 maggio 2013 | 3 dicembre 2014  |
| 3  | Insolence & Wine    | Vino e sfrontatezza | 27 maggio 2013 | 10 dicembre 2014 |
| 4  | My Adventurous Song | Il mio canto ardito | 28 maggio 2013 | 17 dicembre 2014 |
| 5  | The Vast Abyss      | Un vasto abisso     | 28 maggio 2013 | 24 dicembre 2014 |